# Edmund von Gayer
Edmund (Ritter von) Gayer (* 7. November 1860 in Ober Moschtenitz, Mähren; † 18. August 1952 in Wien) war 1917 / 1918 Wiener Polizeipräsident und von 11. Juni bis 11. November 1918 letzter k.k. Innenminister.

## Polizeibeamter
Gayer trat 1884 in die k.k. Polizeidirektion in Wien ein und wurde 1906 in die Kabinettskanzlei Kaiser Franz Josephs I. berufen. In der Kabinettskanzlei des Kaisers war Gayer mit der Leitung des Sicherheitsdienstes um den Monarchen betraut und wurde 1913 auch mit dem Fall des Obersten Redl befasst.
Gayers Zeit als von Kaiser Karl I. ernannter Wiener Polizeipräsident war von großen Versorgungsproblemen im Winter 1917 / 1918 und von zunehmender Kriegsmüdigkeit charakterisiert. Im Jännerstreik 1918, der weite Teile Altösterreichs erfasste, kam die Unzufriedenheit Hunderttausender Arbeiter zum Ausdruck. Die russischen Revolutionen von 1917 zeigten den österreichischen Sicherheitsbehörden die politischen Gefahren dieser Streiks, die bei der Wiener Polizei zahlreiche Einsätze erforderten. 
Gayer war der letzte Polizeipräsident der Monarchie. (Der tatsächlich letzte Leiter der k.k. Polizeidirektion, der nach Gayers Ernennung zum Minister am 11. Juni 1918 provisorisch bestellte Johann Schober, wurde erst vom Staat Deutschösterreich zum Präsidenten ernannt.)

## Innenminister
Gayer trat am 11. Juni 1918 in die nur mehr zwei Wochen amtierende Regierung Seidler ein. Am 26. Juli 1918 berief Kaiser Karl I. die Regierung Hussarek-Heinlein, in der Gayer das Amt des Innenministers behielt. Alle Versuche auch dieser Regierung, die Monarchie durch einen Umbau zu retten, blieben vergeblich.
Als der Kaiser am 27. Oktober 1918 Heinrich Lammasch an die Spitze des (wie  Medien es nannten) „Liquidationsministeriums“ berief, der Regierung, die die Auflösung der österreichischen Reichshälfte Österreich-Ungarns zu administrieren hatte (bereits am 28. Oktober wurde die Tschechoslowakei gegründet), blieb Gayer im Amt.
Da per Ende Oktober alle nichtdeutschen Gebiete den bisherigen Staat verlassen hatten, übergab Gayer seine Ressortagenden ab Anfang November an Heinrich Mataja, den  Staatssekretär (= Minister) des Innern der am 30. Oktober 1918 vom  deutschösterreichischen Staatsrat (Vorsitz: Karl Seitz) ernannten Staatsregierung Renner I unter  Staatskanzler Karl Renner.
Edmund von Gayer war mit Lammasch, Josef Redlich, Karl Renner und Ignaz Seipel Autor der Verzichtserklärung Kaiser Karls I. und am 11. November 1918, 11 Uhr, auch selbst mit Lammasch in Schloss Schönbrunn, um den Kaiser zur Unterschrift zu bewegen. Gayer wurde ersucht, noch einmal zu bestätigen, dass jeder Versuch bewaffneten Widerstandes vom Schloss her mehr schaden als nützen könne. Angeblich hat er erklärt, eine Revolution könne nicht mit Gewalt unterdrückt werden. Nachdem der Kaiser die Erklärung um 12 Uhr unterzeichnet hatte, wurde die Regierung Lammasch um 14 Uhr von ihm formell enthoben.
Gayers Adelstitel fiel im April 1919 auf Grund des Adelsaufhebungsgesetzes der Republik weg.